# Rikinė
Rikinė je říčka na západě Litvy (Klaipėdský kraj), v Žemaitsku, v okrese Klaipėda. Pramení 4,5 km na západ od městysu Kretingalė, na západním okraji dálnice A13, Spolu s potoky Rąžė, Ošupis, Cypa a Tydeka náleží k pětici malých přímých přítoků Baltského moře (tj. toků 1. řádu). Teče zpočátku směrem jihojihozápadním, u vsi Dargužiai se stáčí směrem severoseverozápadném, po soutoku s potokem Pašaltinis se stáčí na západ a v blízkosti moře po několika meandrech na jihozápad. Ústí do Baltského moře 1 km na sever od vsi Karklė.

## Přítoky
Pravé:
- Pašaltinis + dva málo významné přítoky